# Valerianella coronata
Valerianella coronata es una especie de planta perteneciente a la familia  Valerianaceae. Como Valerianella discoidea pero con la inflorescencia a menudo globosa y el cáliz regular y netamente hexalobulado; copa del cáliz glabra por dentro.

## Descripción
Tiene tallos de hasta 40 cm de altura. Las hojas inferiores de hasta 30 x 4 mm, de estrechamente espatuladas a obovadas, obtusas, enteras o dentadas; las superiores de hasta 40 x 12 mm, linear-lanceoladas, con parte inferior pinnatisecta. Las flores en cimas densas. Brácteas setosas. Corola de 1,4-1,8 mm, de color azul-violeta pálida, lanceoladas u ovadas, lineares. Frutos de 2,5 mm, estrechamente ovoideos, con cavidades estériles más pequeñas que la cavidad fértil y separadas por un surco ovado y poco profundo. Cáliz persistente, glabro por la parte interna; limbo con 6 dientes subiguales y patentes, cada uno con una arista uncinada . Florece de marzo a mayo. (V. pumila) Tallos de hasta 10 cm. Hojas setosas; las inferiores de hasta 10 x 2 mm, espatuladas, enteras o dentadas, obtusas; las caulinares oblongas o lineares, enteras o ligeramente sinuado dentadas, obtusas. Flores en cimas densas. Brácteas externas estrechamente ovadas, obtusas, ciliadas. Corola de c 0,5 mm. Frutos de c. 1,5 mm, ovoideos, con cavidades estériles más grandes que la cavidad fértil, separadas por un surco muy estrecho, puberulentos. Cáliz persistente reducido a un diente de c. 0,5 mm. Florece en marzo.

## Distribución y hábitat
Se encuentra en los cultivos de cereales y pastos de terófitos, en lugares ± nitrificados, a una altitud de (0)300- 1600(1950) metros, en Macaronesia (Canarias), C de Europa, región mediterránea, y C y suroeste de Asia; naturalizada en América. Aparece en casi toda la península ibérica y Baleares.

## Taxonomía
Valeriana coronata fue descrita por (Linneo) DC. y publicado en Fl. Fr., ed. 3,4 : 241 (1805)
Citología
El número de cromosomas es de:  2n= 14.
Sinonimia
| - Fedia cephalophora Ehrenb. ex Krok - Fedia coronata Vahl - Fedia hamata Roem. & Schult. - Fedia lasiocephala Betcke ex Woods - Locusta coronata Delarbre - Odontocarpa coronata (DC.) Raf. - Valeriana coronata Salisb. - Fedia coronata (L.) Vahl - Fedia pumila (L.) Vahl - Fedia sphaerocarpa Guss. - Fedia tridentata Steven - Valeriana locusta var. multifida Gouan - Valeriana locusta var. mutica L. - Valeriana locusta var. pumila L. - Valeriana pumila (L.) Willd. - Valerianella coronata f. coronata (L.) DC. in Lam. & DC. | - Valerianella coronata f. pumila (L.) Devesa, J. López & R. Gonzalo - Valerianella cupulifera Legrand - Valerianella discoidea var. microcephala Pau - Valerianella divaricata var. hispanica Krok - Valerianella divaricata Lange - Valerianella hamata Bastard in Lam. & DC. - Valerianella lasiocephala Betcke - Valerianella locusta var. coronata L. - Valerianella matritensis Pau - Valerianella membranacea Loisel. - Valerianella multifida (Gouan) Grande - Valerianella mutica (L.) A. Kern. - Valerianella pumila (L.) DC. in Lam. & DC. - Valerianella sphaerocarpa (Guss.) DC. - Valerianella tridentata (Steven) Betcke |

## Nombre común
- Castellano: hierba de los canónigos.[5]